# Miladin Stevanović
Miladin Stevanović (in serbo Миладин Стевановић?; Bijeljina, 11 febbraio 1996) è un calciatore serbo, difensore del Maccabi Bnei Reineh.

## Caratteristiche tecniche
È un terzino destro che può giocare anche al centro della difesa.

## Carriera

### Club
Cresciuto nelle giovanili del Partizan, nel 2013 firma il contratto da professionista con club, per poi essere girato in prestito al Teleoptik, militante in Prva Liga.
Fa il suo esordio da professionista il 17 agosto 2013 nel match perso per 2-0 contro il Proleter Novi Sad, giocando da titolare. Al termine della stagione rientra al Partizan per fine prestito.

### Nazionale
Dopo aver partecipato con la nazionale Under-19 serba agli Europei 2014 terminati al terzo posto, viene convocato dalla nazionale Under-20 per i vittoriosi Mondiali 2015.

## Palmarès

### Club

#### Competizioni nazionali
- Campionato serbo: 1

Partizan: 2014-2015

### Nazionale
- Campionato mondiale di calcio Under-20: 1

Nuova Zelanda 2015